# Karlstein an der Thaya
Karlstein an der Thaya là một đô thị thuộc huyện Waidhofen an der Thaya trong bang Niederösterreich, Áo.